# Liste der Monuments historiques in Pont-de-Buis-lès-Quimerch
Die Liste der Monuments historiques in Pont-de-Buis-lès-Quimerch führt die Monuments historiques in der französischen Gemeinde Pont-de-Buis-lès-Quimerch auf.

## Liste der Bauwerke
| Bezeichnung                               | Beschreibung | Standort | Kennzeichnung | Schutzstatus | Datum | Bild           |
| ----------------------------------------- | ------------ | -------- | ------------- | ------------ | ----- | -------------- |
| Kirche St-Pierre und Beinhaus in Quimerch |              | (Lage)   | PA00090295    | Classé       | 1932  | weitere Bilder |

## Liste der Objekte
- Monuments historiques (Objekte) in Pont-de-Buis-lès-Quimerch in der Base Palissy des französischen Kultusministeriums